# 儒勒·比安奇
朱尔·比安奇（法語：Mauro Bianchi，法語發音：[ʒyl bjɑ̃ki]，1989年8月3日—2015年7月17日）是一位法國賽車手，曾在國際汽聯世界一級方程式錦標賽效力於瑪魯西亞F1車隊。他因為2014年日本大獎賽中重創頭部而失去生命。
比安奇早先出賽於雷諾方程式3.5系列賽、GP2系列賽及三級方程式。比安奇在2011年以法拉利車隊的測試車手身分進入一級方程式賽車，並在下一個賽季轉投印度威力車隊繼續擔任測試車手。2013年，他加入瑪魯西亞車隊首度出賽；他在他的處女秀於澳洲以第15名的成績完賽。他在該季結束後名列第19位，且一分未得。他在他的新秀賽季的最佳成績是馬來西亞大獎賽的第13名。2013年10月，瑪魯西亞證實他將在下個賽季繼續為該隊效力。在2014年賽季，他在摩納哥大獎賽得到了他本人及瑪魯西亞在一級方程式賽車的首個積分。
2014年10月5日，在日本大獎賽期間，比安奇的賽車失去控制，並撞上正在處理艾德里安·蘇蒂爾的薩伯殘骸的吊車，後經診斷患有瀰漫性軸突損傷。比安奇最初被送往日本的一間醫院，後來轉診至位於他的家鄉法國的一間醫院，且直到他於2015年7月17日逝世以前，他一直呈現著昏迷狀態。比安奇成為繼艾爾頓·冼拿在1994年聖馬利諾大獎賽的意外身亡後，首位在比賽期間受傷致死的一級方程式賽車車手。

## 早年與個人生活
朱尔出生于法國尼斯的赛车世家，其父為菲利普·比安奇（Philippe Bianchi），母親為克里斯蒂娜·比安奇（Christine Bianchi）。他有兩個兄弟姐妹：弟弟湯姆及姐姐梅蘭妮，以及一位交往多年的女友卡米爾·馬爾凱蒂（Camille Marchetti）。
他的祖父毛罗·比安奇（Mauro Bianchi）是三届GT锦标赛车的世界冠军，他的舅祖父吕西安·比安奇是1968年勒芒24小时耐力赛的冠军，还曾在1959至1968年间参加过19场一级方程式锦标赛的分站赛事，并且曾在摩納哥站上頒獎台。
比安奇的經紀人為ART老闆尼古拉斯·托德，托德同時也是一級方程式賽車車手費利佩·馬薩的經紀人。
朱尔後來也成為摯友友洛倫茨·勒克萊爾（Lorenz Leclerc）的弟弟夏尔·勒克莱尔的教父。

## 赛车生涯

### 雷诺方程式
比安奇在2007年离开卡丁车赛场，為SG方程式車隊出賽法國雷諾方程式2.0，以5場勝利拿下冠軍。他也參加雷諾方程式2.0歐洲盃，在三場賽事中奪下一座桿位及一次最快圈速。

### 三级方程式

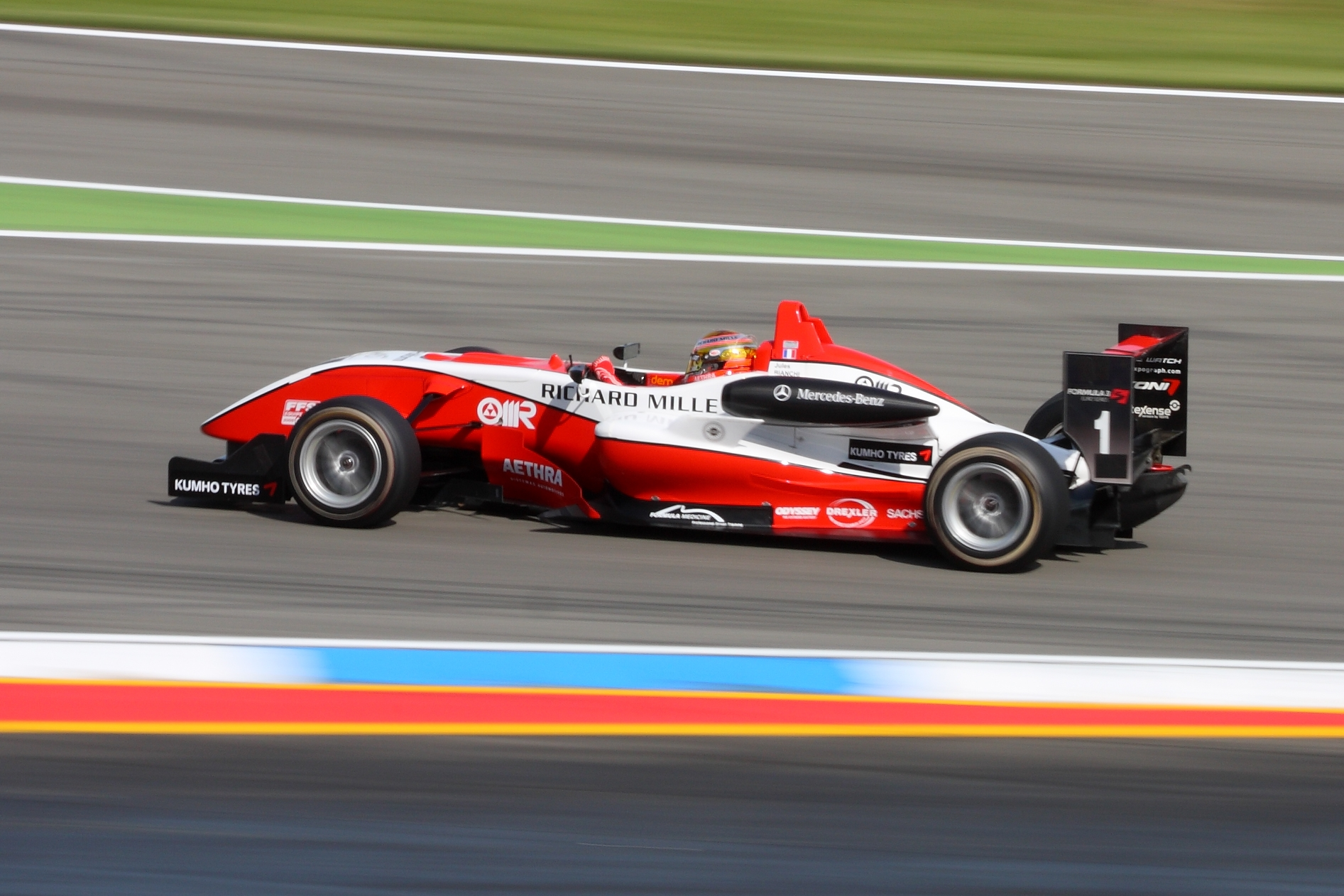
比安奇在2009年三級方程式歐洲系列賽霍根海姆赛道的揭幕战中

2007年底，比安奇与ART大奖赛车队签约，出戰三級方程式歐洲系列賽。
比安奇在2008年於佐爾德爾賽道贏得了三級方程式大師賽的冠軍，並在2008年三級方程式歐洲系列賽中拿下季軍。
2009年，比安奇继续征战于三级方程式赛场，他在ART车队的队友还有新加入的瓦尔特利·博塔斯，埃斯特班·古铁雷斯以及阿德里安·唐贝。比安奇在第戎-普瑞諾斯賽道凭借8场分站胜利，提前一站夺得了车手冠军。之後，他在霍根海姆赛道的收官站再夺一冠。在SG方程式取得原先由科特·莫勒肯斯駕駛的車輛後，他又在摩納哥為該隊出賽雷諾方程式3.5系列賽。

### GP2系列赛

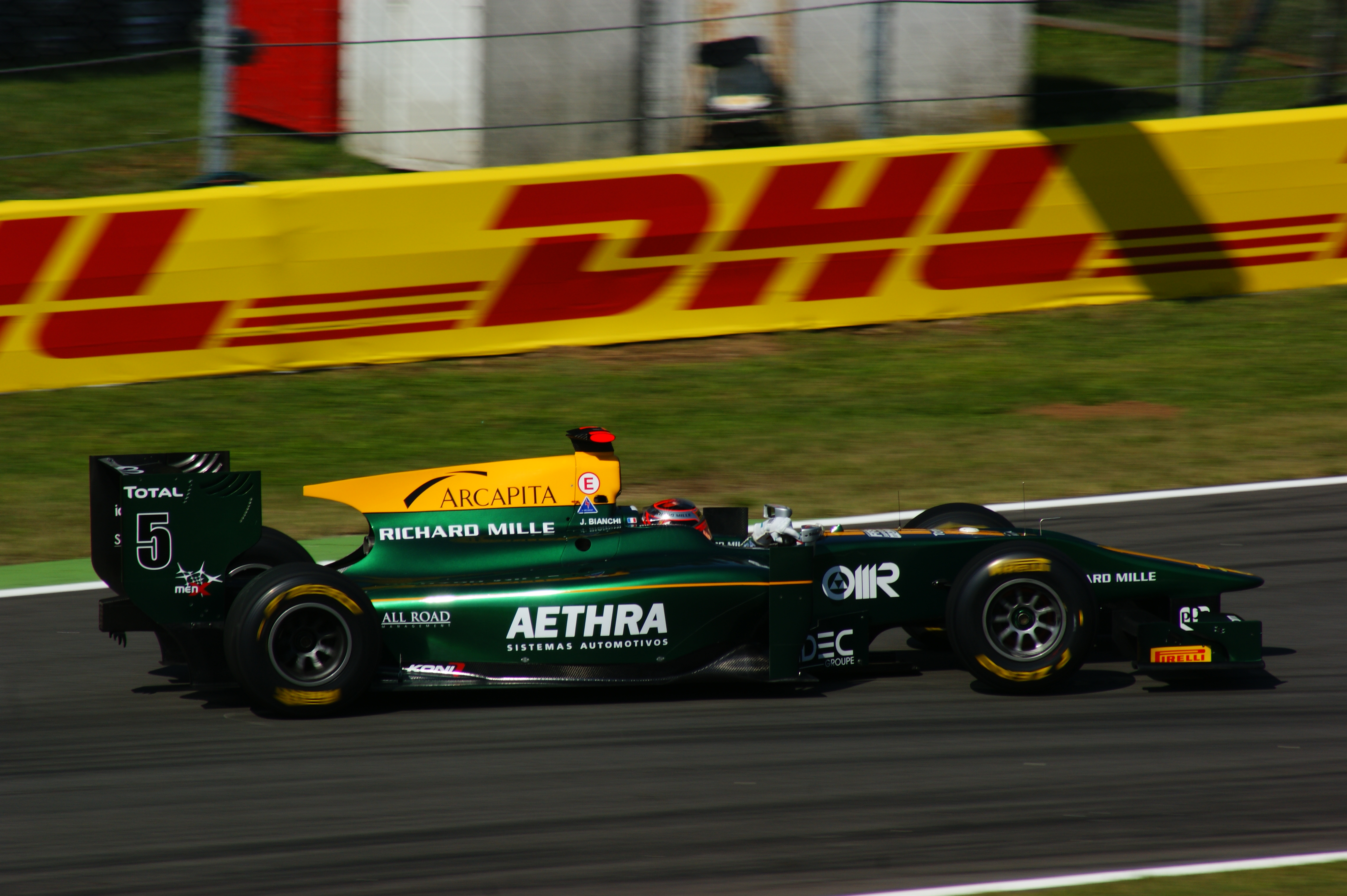
比安奇2011年在蒙扎赛道

比安奇在隨後的GP2亞洲系列賽賽季及2010年GP2系列賽賽季續留ART車隊。他参加了GP2亚洲系列赛四场比赛中的三场。在GP2系列赛中，比安奇在匈牙利赛道的首圈撞車受伤之前，获得了两个杆位和一些积分。在正賽期間，他的車輛在一號彎處發生側滑，之後撞上董荷斌，在此過程中撞斷了他的第二腰椎。比安奇在受伤之时，在车手榜上排名第四。雖然最初評估他的傷勢不大樂觀，但他恢复很快，得以继续参加下一轮的分站赛。

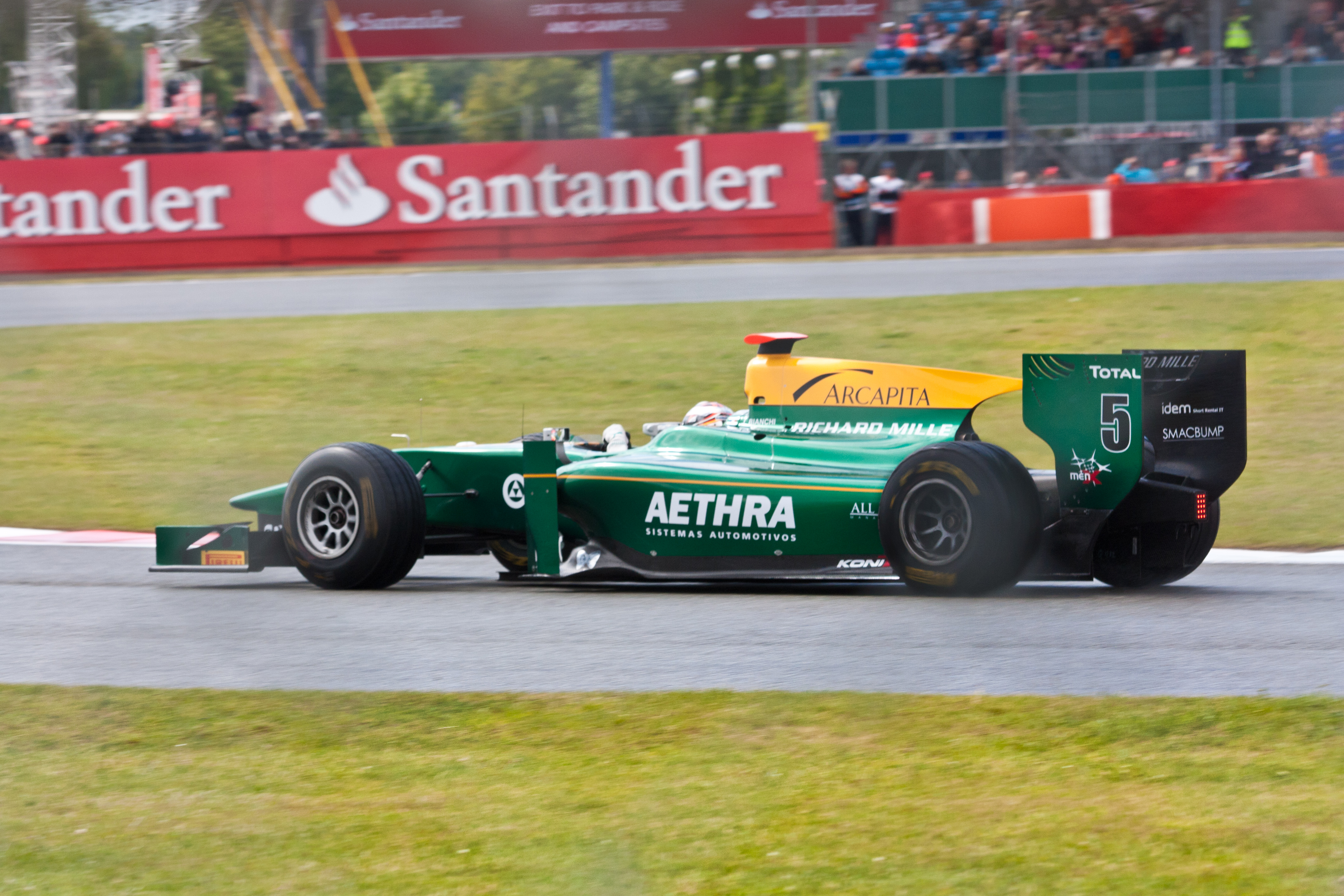
比安奇在2011年GP2系列賽期間於银石赛道上驾驶ART赛车

2011年，比安奇继续留在ART车队，与2010年GP3系列赛冠军伊斯班·古鐵雷斯搭档。他在GP2亚洲系列赛上力压罗曼·格罗斯让取得前两场赛事的正赛冠军，並在冲刺赛上获得第四，但后来因事故受罚。赛季终了，他败给格罗斯让，取得车手亚军。在GP2系列赛中，他开局不利，在前八场比赛中只拿到两分。但在取得了英国站的胜利后，形势开始改观。最终，他获得车手季军，排在格罗斯让和卢卡·菲利皮之后。

### 雷诺方程式3.5系列赛
2012年，比安奇在离开雷诺方程式3.5系列赛三年后重返赛场。此次他与Kevin Korjus搭档加入了Tech 1车队。

## 一级方程式賽車

### 法拉利與撒哈拉印度威力
2009年8月，BBC與其他眾多媒體报道比安奇将取得盧卡·巴多爾在菲利佩·马萨受傷缺陣期間佔據的法拉利車隊二號席位。同年12月1至2日，比安奇參與了法拉利在赫雷斯賽道為期三天的青年車手測試。其他在12月3日參與測試的車手還包括2009年義大利三級方程式錦標賽的前三甲：丹尼爾·贊皮裡、馬爾科·茲波里及巴勃羅·桑切斯·洛佩斯。比安奇的表現使他成為法拉利車手學院的第一名成員，並簽下了一份長期合約以續留車隊。2010年6月，比安奇再次驾驶法拉利F2008参加了测试。
2010年11月11日，法拉利證實他取代了盧卡·巴多爾、尚卡羅·費希切拉及馬克·吉尼，成為該隊2011年賽季的測試兼儲備車手，同時，他也将参加当月16至17日在阿布達比举行的青年车手测试。比安奇仍然繼續出賽GP2系列賽，因為一級方程式賽車准許測試及儲備車手出戰其他賽事。2011年9月13日，比安奇作為法拉利車手學院的一員，與同為學院成員的薩伯車隊車手塞吉歐·培瑞茲在費奧拉諾為法拉利車隊作測試。比安奇共計完成了70圈，並以1:00.213的成績寫下最快圈速。2012年賽季，法拉利将他租借给了印度力量车队，他在作為該隊的測試兼儲備車手期間，共出賽了九場週五自由練習賽。

### 瑪魯西亞

#### 2013年

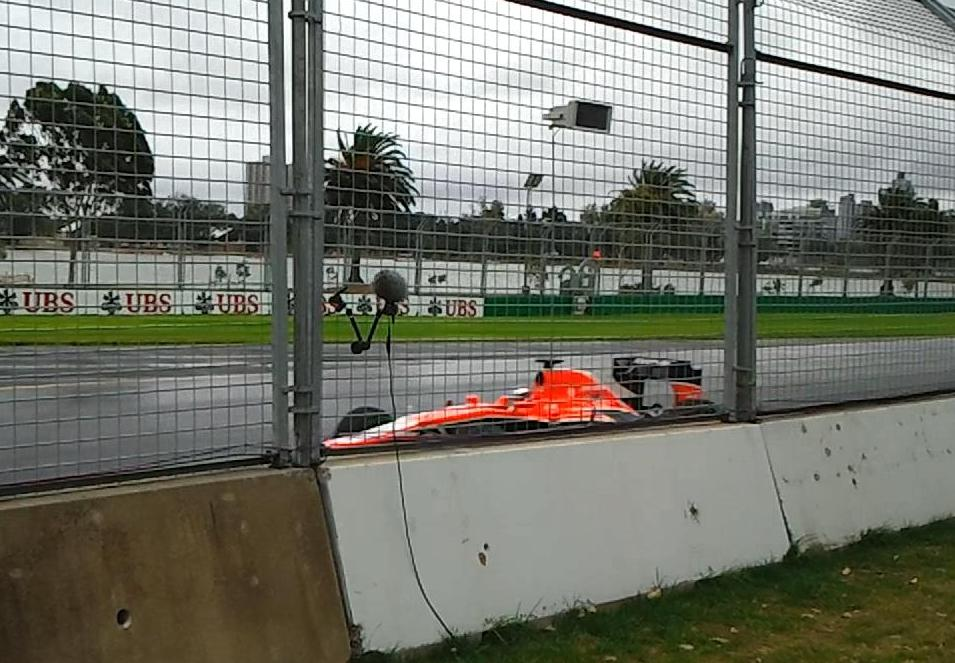
比安奇在2013年澳大利亞大獎賽駕駛著瑪魯西亞MR02，這是他的一級方程式賽車初登場。

2013年3月1日，玛鲁西亚车队宣布比安奇将会成为正式车手，代替因赞助资金问题而被解约的路易斯·拉齐亚，与马克斯·齐尔顿携手出战2013赛季。比安奇在澳大利亞大獎賽排為第19，領先隊友馬克斯·齊爾頓約四分之三秒。他在第一圈超越帕斯托·馬爾多納多與丹尼爾·里卡多，最終在他的首場分站拿下第15名。他在馬來西亞再度排上第19位，差0.6秒便能挺進第二階段。比安奇在起跑後落到了兩輛卡特漢姆之後，但在進站後上升名次，最終前進至第13名完賽，領先他的隊友及兩輛卡特漢姆。在匈牙利大獎賽之前，比安奇在所有雙方皆完賽的排位賽和正賽都擊敗了他的隊友。在日本大獎賽，他和卡特漢姆的查爾斯·皮克因為該季累計受到三次訓誡而被罰退後十位發車，而在正賽，他早早與吉多·范德加德發生碰撞以退賽收場。

#### 2014年

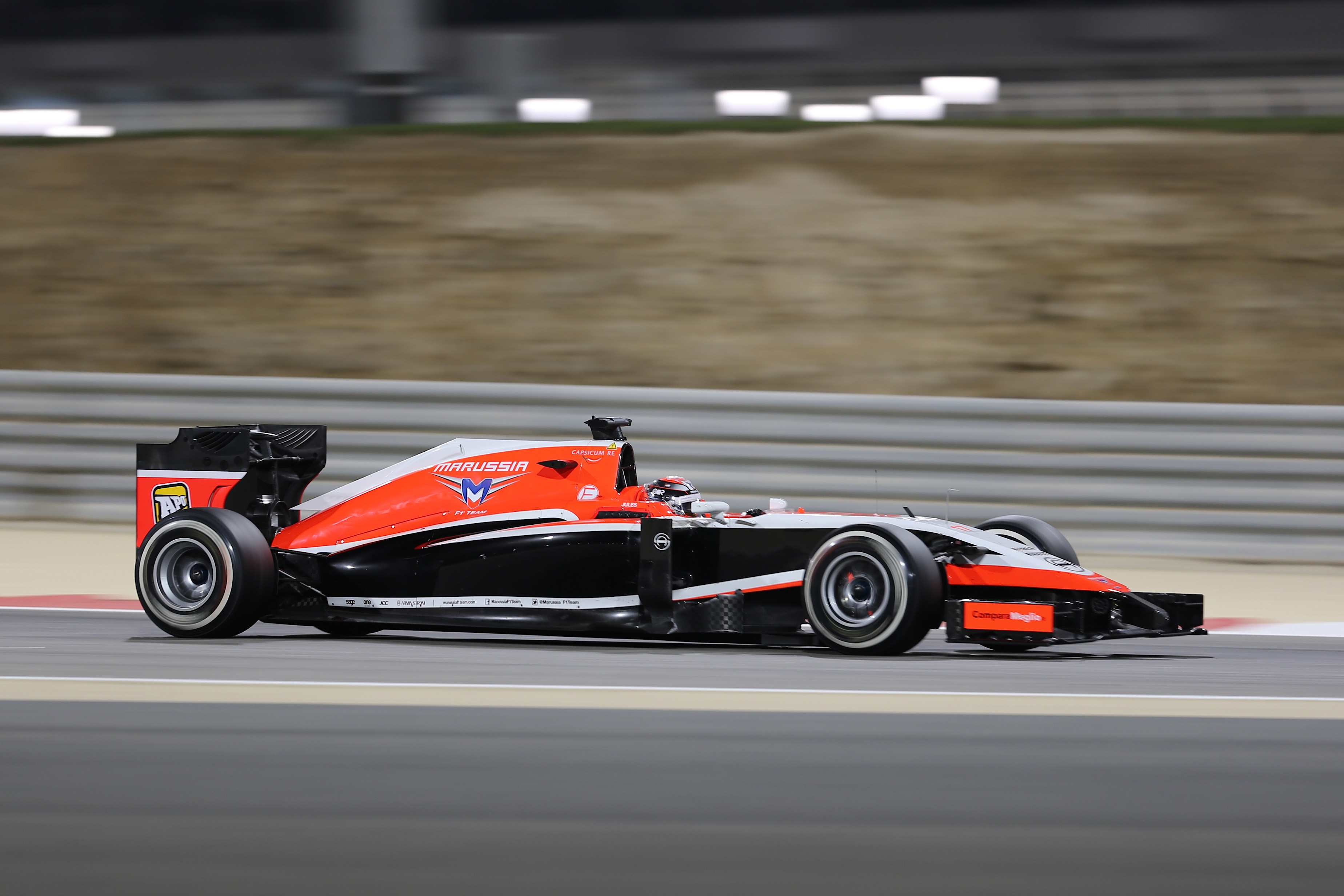
比安奇在2014年巴林大獎賽駕駛著瑪魯西亞MR03。

2013年10月，瑪魯西亞證實比安奇將在下個賽季續留該隊。比安奇在澳洲未能以成績完賽，經過不盡理想的開季後，他在摩納哥大獎賽以第9名完賽，拿下他個人及他的車隊的首個世界錦標賽積分。
在2014年賽季期間，比安奇與馬克斯·齊爾頓皆未退賽並完賽的九場比賽中，比安奇是其中八場的較快車手，從而建立起他一號車手的地位。齊爾頓共退賽兩次，而比安奇則是五次，其中有三次屬機械故障。而且比安奇在2014年摩纳哥大奖赛上为车队赢得了2个积分，这不仅是玛鲁西亚建队以来首次获得一级方程式大奖赛的赛事积分，而且在赛季结束后的积分分红也使得车队可以有能力参加2015年的比赛。

#### 鈴鹿意外
10月5日星期日的2014年日本大獎賽在颱風巴逢引起的間歇性強降雨中進行，比安奇在第43圈失控打滑，衝向了鈴鹿賽道登祿普彎（Dunlop Curve，技術上稱為「7號彎」）右側的緩衝區。在前一圈艾德里安·蘇蒂爾於同一地點打滑撞車後，他迎頭撞上了正在處理蘇蒂爾的薩伯殘骸的吊車尾部。比安奇的意外讓賽會出示紅旗，使共計53圈的比賽提前9圈收場。國際汽車聯盟表示比安奇在撞車後陷入昏迷，且未對車隊的無線電呼叫及賽會工作人員作出任何回應。這起事故的觀眾錄像與照片顯示出比安奇的瑪魯西亞左半部遭受大範圍損壞，而防傾桿因為車輛滑到吊車下方而被破壞。這次的撞擊讓吊車部分飛離地面，造成原先吊在空中的薩伯又再摔回地面。
第一時間，比安奇於事發現場立即接受醫療照護，隨後再由救護車轉往賽道的醫療中心。由於考量到在不穩定的天候下著陸的安全問題，可以確定的是出動直升機救護是不大可能的。因此，比安奇在警方的護送下，經過救護車32分鐘的路程，轉送至位於三重縣四日市市、距離賽道約15（9.3英里）的三重縣立綜合醫療中心。最初他的父親菲利普向法國電視三台表示比安奇的病情危急，頭部受傷須接受手術，以減少瘀血對腦部的傷害。國際汽車聯盟隨後發表聲明表示，電腦斷層掃描顯示比安奇在撞車時「頭部受到重創」，而他在手術後會轉往加護病房接受觀察。
首批前往醫院探望他的包括瑪魯西亞的執行長格雷姆·羅丹與車隊主席約翰·布斯，後者即便在首屆俄羅斯大獎賽後都陪伴在比安奇身旁，另外還有給予比安奇法拉利學院車手身分的法拉利時任車隊主席馬可·馬蒂亞奇，以及時任一級方程式賽車車手費利佩·馬薩。在鈴鹿賽事過後的周一，帕斯托·馬爾多納多、比安奇的經紀人尼古拉斯·托德及助理經紀人亞歷山德羅·阿魯尼·布拉維也前往三重大學探視。
比安奇的父母在週一晚間抵達日本——他們的小孩梅蘭妮（Mélanie）及湯姆（Tom），以及朱尔最好的朋友洛倫茨·勒克萊爾（Lorenz Leclerc）也在週四趕達——並在10月7日週二發表聲明，表示感激外界蜂擁的支持，並感謝國際汽聯醫務委員會主席杰拉德·賽揚教授（Professor Gerard Saillant）與受法拉利車隊請託前往日本的羅馬大學神經外科醫生亞歷山德羅·弗拉提教授（Professor Alessandro Frati）的現身。他們也提供一份最新消息，證實比安奇遭受的是瀰漫性軸突損傷，且他正處於關鍵期，但情況仍算穩定。根據醫學專家指出，傷勢的預後及其後遺症還須數週或至少一個月才能知曉。
在意外發生後幾天，未經證實的媒體報導指出，撞擊當下的車速超過200每小時（120英里每小時）且產生超過50標準重力（490每二次方秒）的撞擊力。時隔兩週後，媒體報導基於來自國際汽聯文件的資訊，撞擊時的速度達212每小時（132英里每小時），而產生了達92標準重力（900每二次方秒）的衝擊力。
比安奇的意外是瑪魯西亞車隊近三年間的第二起重大事故；此前，在2012年，於國際汽聯批准的達克斯福德機場測試場地，儲備車手瑪麗亞·德·薇羅塔在結束直線測試後，返回車庫時撞上一輛靜止的卡車重創頭部。

##### 車隊反應
在意外隔週的首屆俄羅斯大獎賽，瑪魯西亞車隊最初簽下亞歷山大·羅西來取代住院的比安奇，不過最終決定僅派出比安奇的隊友馬克斯·齊爾頓一輛車上場。此外，這場比賽也有一些向比安奇致敬的計畫：
- 法國同胞的一級方程式賽車車手若-埃里克·沃尼提出在頭盔貼上貼紙的想法，來為比安奇祈福。[64]
- 瑪魯西亞將其MR03（英语：Marussia MR03）車身換成「#JB17」塗裝（這也延用至了隔年）。[65]此外，其他車隊也推出了他們自己的Twitter主題標籤。
- 車手們在比賽開始前默哀一分鐘，向比安奇致敬；最終的分站冠軍路易斯·漢米爾頓則將他的勝利獻給比安奇。

在2014年10月13日接下來的一周內，瑪魯西亞的執行長格雷姆·羅丹證實車隊在剩下的賽季將會派出兩輛車上場；然而，車隊在美國大獎賽前便進入第三方破產管理。
在三月的2015年澳大利亞大獎賽過後，剛成立的馬諾瑪魯西亞F1車隊新任主席約翰·布斯讚揚了比安奇在2014年摩納哥大獎賽的積分完賽表現，由於靠著這個積分換來的獎金，才得以讓該隊繼續在一級方程式賽車征戰。此外，馬諾瑪魯西亞車隊在2015年摩納哥大獎賽以刻有「Monaco 2014 P8 JB17」字樣的紅色腕帶，來紀念他們受傷的車手。

##### 國際汽聯反應與調查
國際汽聯在比安奇的意外之後展開調查，並考慮對安全程序做出適當地修改，例如在巴西大獎賽，改變了冼拿S彎的吊車位置。
國際汽聯在日本大獎賽週末後的週六，於首屆俄羅斯大獎賽期間舉辦的特別會議上公佈了初步調查結果。除此之外，據透露，比安奇在七號彎處已經有所減速，但未公開衝擊當下的力道及速度。而救護車護送的路程僅較直升機多出七分鐘，並沒有對比安奇的狀況產生任何不利的影響。
此外，國際汽聯證實他們正在研究一級方程式賽車的封閉式座艙，為所有救援車輛裝置防護側裙的可能性，以及比出動雙黃旗更有效減慢車輛在事故區車速的方法。關於後者，國際汽聯基於利曼24小時耐力賽採用來盡可能在安全車期間不中斷比賽進行的「慢區」配置，考慮引進虛擬安全車（或稱VSC系統），這已曾在該賽季的最後三站美國、巴西及阿布達比期間做出測試。
根據上述，自2014年10月13日當週起，據報導，國際汽聯透過電郵郵件，要求所有車隊保留任何有關比安奇鈴鹿意外的訊息，給予由國際汽聯建立以調查比安奇意外的專門小組獨家使用。
2014年10月20日，國際汽聯宣布成立10人的審查小組來調查事故起因，並在12月3日公布其調查結果。調查報告發現比安奇的意外並非由單一因素造成，而是由包括了賽道狀況、車速及賽道上的救援車輛等的綜合因素所致。這份報告還提出了幾點搶救事故車輛時安全性的建議——這些建議隨後也在2015年賽季引進——之後總結說藉由變更座艙設計來減輕比安奇遭受的傷勢是不可行的。而此報告也顯示出車輛線控煞車系統的防護裝置發生故障，但瑪魯西亞車隊在這起事故中沒有罪責。

### 醫療進度與消息
自2014年10月13日起的一週，比安奇的父親提供了第一筆最新消息。據報導，他曾表示他的兒子的情況相當危急，醫生更指出他能存活下來是個奇蹟。瑪魯西亞車隊也發布其對比安奇狀況的消息，回絕了最初關於他們在事故當下的作用的猜測。
幾個月來，比安奇仍未脫離危險期，但他的病情穩定，並在日本四日市市住院治療，且依賴醫療呼吸器。比安奇在2014年11月脫離人工昏迷，開始能自行呼吸，這使他能夠轉院治療。因此，他飛往法國的尼斯大學中心醫院（Centre Hospitalier Universitaire de Nice）接受治療。一直到2015年7月為止，他仍陷入昏迷且病情危殆，但他的家人依然每日為他守夜祈禱。2015年7月13日，比安奇的父親公開表示他的病情越來越不樂觀，因為自事發過後，隨著時間的推移，病情皆未有實質性的進展。

## 逝世
2015年7月17日，比安奇住院逾9個月終告不治身亡。比安奇成為繼艾爾頓·冼拿在1994年聖馬利諾大獎賽的意外身亡後，首位在比賽期間受傷致死的一級方程式賽車車手。

他的家人在隔日凌晨於法國發布官方聲明。聲明陳述：
這是朱尔·比安奇的雙親菲利浦與克里斯蒂娜、他的哥哥湯姆及妹妹梅蘭妮至深的悲痛，朱尔昨晚在尼斯大學中心醫院離開人間……一直以來，朱尔總是奮戰到最後一刻，但在昨夜，他的戰役就此結束了。
2015年7月21日，葬禮在尼斯主教座堂舉行，比安奇被安葬於他的家鄉。包含亞歷山大·伍爾茨、伊斯班·古鐵雷斯、艾倫·麥克尼什、亞歷山大·羅西、路易斯·漢米爾頓、尼可·羅斯堡、詹森·巴頓、賽巴斯蒂安·維泰爾、若-埃里克·沃尼、马库斯·埃里克松、羅伯托·梅里、艾德里安·蘇蒂爾、維爾特利·鮑達斯、帕斯托·馬爾多納多、佩德羅·德·拉·羅薩、羅曼·格羅斯讓、丹尼爾·里卡多、費利佩·馬薩、亞倫·保魯斯、尼古拉斯·賀根堡、奧利維耶·潘尼斯等的車手出席了他的葬禮。

### 悼念
許多前任及現任車手，以及法國總統法蘭索瓦·歐蘭德、伯尼·埃克萊斯頓等人士皆對比安奇的逝世表示哀悼。馬諾瑪魯西亞車隊也在他們的Facebook專頁上貼文，形容比安奇是個「輝煌的人」及「耀眼的天才」。
大獎賽車手協會宣布認為他們有「不懈怠地改善安全」的責任。國際汽聯主席尚·陶德更宣布讓比安奇的車號17號永久退休，以示敬意。
前法拉利主席盧卡·克勞德洛·迪·蒙特澤莫羅為了向比安奇致敬，表示多虧比安奇在GP2的經驗，以及在瑪魯西亞車隊和測試階段時優異的表現，他曾是法拉利車隊未來取代奇米·雷克南的人選。
馬克斯·齊爾頓將他在比安奇逝世這週贏得的首座輕型印第桿位及首場勝利，獻給他的前瑪魯西亞隊友。

#### 基金會
2015年12月，比安奇的父親宣布以其子之名成立基金會，來挖掘及培育新生代車手。這項計畫也展列了朱尔·比安奇的大事紀（從卡丁車至單人座賽車時期的相片與影片），並將經營JB17品牌，提供贊助機會與賽事。摩納哥親王阿爾貝是其中一位支持這項計畫的人。

## 赛事成绩

### 職業生涯摘要
| 赛季       | 赛事                 | 车队                 | 出赛     | 胜利     | 杆位     | 最快圈速 | 领奖台   | 积分     | 排名     |
| ---------- | -------------------- | -------------------- | -------- | -------- | -------- | -------- | -------- | -------- | -------- |
| 2007年     | 法國雷諾方城式2.0    | 圣日尔曼方程式车队   | 13       | 5        | 5        | 10       | 11       | 172      | 冠军     |
| 2007年     | 雷諾方程式2.0歐洲盃  | 圣日尔曼方程式车队   | 8        | 0        | 1        | 1        | 0        | 4        | 第22     |
| 2008年     | 三級方程式歐洲系列賽 | ART大奖赛车队        | 20       | 2        | 2        | 2        | 7        | 47       | 季军     |
| 2008年     | 澳门格兰披治大赛车   | ART大奖赛车队        | 1        | 0        | 0        | 0        | 0        | N/A      | 第9      |
| 2008年     | 三級方程式大師賽     | ART大奖赛车队        | 1        | 1        | 0        | 0        | 1        | N/A      | 冠军     |
| 2009年     | 三級方程式歐洲系列賽 | ART大奖赛车队        | 20       | 9        | 6        | 7        | 12       | 114      | 冠军     |
| 2009年     | 英國三級方程式錦標賽 | ART大奖赛车队        | 4        | 0        | 2        | 2        | 3        | 0        | NC†      |
| 2009年     | 澳门格兰披治大赛车   | ART大奖赛车队        | 1        | 0        | 0        | 0        | 0        | N/A      | 第10     |
| 2009年     | 雷諾方程式3.5系列賽  | 圣日尔曼方程式车队   | 1        | 0        | 0        | 0        | 0        | 0        | NC       |
| 2009－10年 | GP2亚洲系列赛        | ART大奖赛车队        | 6        | 0        | 1        | 2        | 1        | 8        | 第12     |
| 2010年     | GP2系列赛            | ART大奖赛车队        | 20       | 0        | 3        | 1        | 4        | 52       | 季军     |
| 2011年     | GP2系列赛            | ART大奖赛车队        | 18       | 1        | 1        | 0        | 6        | 53       | 季军     |
| 2011年     | GP2亚洲系列赛        | ART大奖赛车队        | 4        | 1        | 0        | 1        | 2        | 18       | 亚军     |
| 2011年     | 一級方程式賽車       | 法拉利车队           | 测试车手 | 测试车手 | 测试车手 | 测试车手 | 测试车手 | 测试车手 | 测试车手 |
| 2012年     | 雷诺方程式3.5系列赛  | Tech 1车队           | 17       | 3        | 5        | 7        | 8        | 185      | 亚军     |
| 2012年     | 一級方程式賽車       | 撒哈拉印度力量F1車隊 | 测试车手 | 测试车手 | 测试车手 | 测试车手 | 测试车手 | 测试车手 | 测试车手 |
| 2013年     | 一級方程式賽車       | 瑪魯西亞F1車隊       | 19       | 0        | 0        | 0        | 0        | 0        | 第19     |
| 2014年     | 一級方程式賽車       | 瑪魯西亞F1車隊       | 15       | 0        | 0        | 0        | 0        | 2        | 第17     |

† 比安奇作为特邀车手不能获得积分

### 三級方程式歐洲系列賽成績
（圖例）粗體為杆位出賽，斜體為最快圈速
| 賽季   | 車隊      | 底盤           | 引擎     | 1         | 2        | 3       | 4        | 5         | 6        | 7         | 8       | 9       | 10      | 11      | 12      | 13        | 14        | 15        | 16      | 17      | 18       | 19      | 20      | 排名 | 積分 |
| ------ | --------- | -------------- | -------- | --------- | -------- | ------- | -------- | --------- | -------- | --------- | ------- | ------- | ------- | ------- | ------- | --------- | --------- | --------- | ------- | ------- | -------- | ------- | ------- | ---- | ---- |
| 2008年 | ART大獎賽 | 達拉拉F308/049 | 梅賽德斯 | HOC 1 Ret | HOC 2 13 | MUG 1 3 | MUG 2 4  | PAU 1 Ret | PAU 2 26 | NOR 1 Ret | NOR 2 9 | ZAN 1 3 | ZAN 2 9 | NÜR 1 2 | NÜR 2 3 | BRH 1 22  | BRH 2 18  | CAT 1 Ret | CAT 2 3 | BUG 1   | BUG 2 17 | HOC 1 7 | HOC 2 1 | 季軍 | 47   |
| 2009年 | ART大獎賽 | 達拉拉 F308    | 梅賽德斯 | HOC 1 5   | HOC 2 3  | MUG 1   | MUG 2 14 | PAU 1     | PAU 2 3  | NOR 1     | NOR 2 1 | ZAN 1   | ZAN 2 6 | NÜR 1   | NÜR 2 5 | BRH 1 Ret | BRH 2 Ret | CAT 1     | CAT 2 5 | BUG 1 2 | BUG 2 1  | HOC 1   | HOC 2 7 | 冠軍 | 114  |

### 雷諾方程式3.5系列賽成績
（圖例）粗體為杆位出賽，斜體為最快圈速
| 賽季   | 車隊             | 1         | 2        | 3       | 4       | 5         | 6     | 7        | 8       | 9       | 10    | 11      | 12      | 13      | 14      | 15      | 16      | 17        | 排名 | 積分 |
| ------ | ---------------- | --------- | -------- | ------- | ------- | --------- | ----- | -------- | ------- | ------- | ----- | ------- | ------- | ------- | ------- | ------- | ------- | --------- | ---- | ---- |
| 2009年 | KMP集團/SG方程式 | CAT 1     | CAT 2    | SPA 1   | SPA 2   | MON 1 Ret | HUN 1 | HUN 2    | SIL 1   | SIL 2   | BUG 1 | BUG 2   | ALG 1   | ALG 2   | NÜR 1   | NÜR 2   | ALC 1   | ALC 2     | NC   | 0    |
| 2012年 | Tech 1車隊       | ALC 1 DSQ | ALC 2 13 | MON 1 2 | SPA 1 2 | SPA 2 17  | NÜR 1 | NÜR 2 12 | MSC 1 2 | MSC 2 7 | SIL 1 | SIL 2 3 | HUN 1 3 | HUN 2 9 | LEC 1 4 | LEC 2 1 | CAT 1 7 | CAT 2 Ret | 亞軍 | 185  |

### GP2系列賽成績
（圖例）粗體為杆位出賽，斜體為最快圈速
| 賽季   | 車隊      | 1         | 2        | 3       | 4         | 5         | 6        | 7         | 8         | 9       | 10      | 11      | 12      | 13        | 14        | 15       | 16        | 17   | 18   | 19       | 20      | 排名 | 積分 |
| ------ | --------- | --------- | -------- | ------- | --------- | --------- | -------- | --------- | --------- | ------- | ------- | ------- | ------- | --------- | --------- | -------- | --------- | ---- | ---- | -------- | ------- | ---- | ---- |
| 2010年 | ART大獎賽 | 西 正 Ret | 西 衝 12 | 摩 正 4 | 摩 衝 3   | 土 正 Ret | 土 衝 13 | 瓦 正 2   | 瓦 衝 Ret | 英 正 2 | 英 衝 5 | 德 正 5 | 德 衝 4 | 匈 正 Ret | 匈 衝 DNS | 比 正 14 | 比 衝 Ret | 正 2 | 衝 4 | 阿 正 18 | 阿 衝 7 | 季軍 | 52   |
| 2011年 | 路特斯ART | 土 正 3   | 土 衝 7  | 西 正 7 | 西 衝 Ret | 摩 正 Ret | 摩 衝 19 | 瓦 正 Ret | 瓦 衝 7   | 英 正 1 | 英 衝 5 | 德 正 4 | 德 衝 2 | 匈 正 7   | 匈 衝 6   | 比 正 2  | 比 衝 2   | 正 8 | 衝 3 |          |         | 季軍 | 53   |

#### GP2亞洲系列賽成績
（圖例）粗體為杆位出賽，斜體為最快圈速
| 賽季       | 車隊      | 1       | 2       | 3        | 4        | 5         | 6         | 7         | 8          | 排名 | 積分 |
| ---------- | --------- | ------- | ------- | -------- | -------- | --------- | --------- | --------- | ---------- | ---- | ---- |
| 2009－10年 | ART大獎賽 | 阿1 正  | 阿1 衝  | 阿2 正 3 | 阿2 衝 7 | 巴1 正 10 | 巴1 衝 NC | 巴2 正 10 | 巴2 衝 Ret | 第12 | 8    |
| 2011年     | 路特斯ART | 阿 正 1 | 阿 衝 8 | 正 3     | 衝 Ret   |           |           |           |            | 亞軍 | 18   |

### 世界一级方程式锦标赛成绩
（图例）粗体为杆位出赛，斜体为最快圈速
| 赛季   | 车队                 | 底盘          | 引擎                   | 1     | 2      | 3       | 4       | 5     | 6      | 7      | 8     | 9      | 10    | 11    | 12     | 13    | 14    | 15     | 16    | 17    | 18    | 19      | 20 | 排名 | 积分 |
| ------ | -------------------- | ------------- | ---------------------- | ----- | ------ | ------- | ------- | ----- | ------ | ------ | ----- | ------ | ----- | ----- | ------ | ----- | ----- | ------ | ----- | ----- | ----- | ------- | -- | ---- | ---- |
| 2012年 | 撒哈拉印度力量F1車隊 | 印度力量VJM05 | 梅賽德斯FO 108Y 2.4 V8 | 澳    | 马     | 中 TD   | 巴林    | 西 TD | 摩     | 加     | 欧 TD | 英 TD  | 德 TD | 匈 TD | 比     | 意 TD | 新    | 日     | 韩 TD | 印    | 阿 TD | 美      | 巴 | NC   | 0    |
| 2013年 | 瑪魯西亞F1車隊       | 玛鲁西亚MR02  | 考斯沃斯CA2013 V8      | 澳 15 | 马 13  | 中 15   | 巴林 19 | 西 18 | 摩 Ret | 加 17  | 英 16 | 德 Ret | 匈 16 | 比 18 | 19     | 新 18 | 韩 16 | 日 Ret | 印 18 | 阿 20 | 美 18 | 巴西 17 |    | 第19 | 0    |
| 2014年 | 瑪魯西亞F1車隊       | 玛鲁西亚MR03  | 法拉利059/3 1.6 V6 t   | 澳 NC | 马 Ret | 巴林 16 | 中 17   | 西 18 | 摩 9   | 加 Ret | 奥 15 | 英 14  | 德 15 | 匈 15 | 比 18† | 18    | 新 16 | 日 20† | 俄    | 美    | 巴西  | 阿      |    | 第17 | 2    |

† 車手未完賽，但已完成賽事總里程的90%。